# Caroline Desalle
Caroline Desalle (17 oktober 1978) is een Belgisch politica voor Les Engagés.

## Biografie
Desalle werd sociaal-professioneel projectverantwoordelijke en was communicatiemedewerker voor de vzw Action Solidaire, die de partijen cdH en haar navolger Les Engagés beheert. Tevens werd ze voor de partij parlementair medewerker in het Waals Parlement.
In oktober 2012 werd ze voor cdH verkozen tot gemeenteraadslid van Erquelinnes. Van december 2018 tot juni 2024 was ze schepen van de gemeente, bevoegd voor cultuur, communicatie, werk en toerisme.
Bij de Waalse verkiezingen van 9 juni 2024 werd Desalle verkozen in de kieskring Charleroi-Thuin, waarna ze in het Waals Parlement en het Parlement van de Franse Gemeenschap ging zetelen. Tevens werd ze als deelstaatsenator afgevaardigd naar de Senaat.